# Мішн 5
Мішн 5 (англ. Mission 5) — індіанська резервація в Канаді, у провінції Британська Колумбія, у межах регіонального округу Сквоміш-Лілует.

## Населення
За даними перепису 2016 року, індіанська резервація нараховувала 23 особи, показавши скорочення на 8,0 %, порівняно з 2011 роком. Середня густина населення становила 88,4 осіб/км².

## Клімат
Середня річна температура становить 4 °C, середня максимальна — 17,9 °C, а середня мінімальна — −11,4 °C. Середня річна кількість опадів — 631 мм.
| Клімат поселення                              | Клімат поселення | Клімат поселення | Клімат поселення | Клімат поселення | Клімат поселення | Клімат поселення | Клімат поселення | Клімат поселення | Клімат поселення | Клімат поселення | Клімат поселення | Клімат поселення | Клімат поселення |
| Показник                                      | Січ.             | Лют.             | Бер.             | Квіт.            | Трав.            | Черв.            | Лип.             | Серп.            | Вер.             | Жовт.            | Лист.            | Груд.            |                  |
| Середній максимум, °C                         | −0,39            | 1,94             | 4,68             | 8,45             | 12,95            | 16,82            | 17,68            | 17,91            | 13,82            | 8,33             | 1,94             | −2,44            |                  |
| Середня температура, °C                       | −5,89            | −3,56            | −0,83            | 2,94             | 7,44             | 11,32            | 14,24            | 14,49            | 10,39            | 4,90             | −1,5             | −5,87            |                  |
| Середній мінімум, °C                          | −11,41           | −9,08            | −6,34            | −2,58            | 1,92             | 5,81             | 10,80            | 11,04            | 6,95             | 1,46             | −4,93            | −9,32            |                  |
| Норма опадів, мм                              | 74               | 49               | 39               | 35               | 43               | 50               | 46               | 41               | 39               | 59               | 81               | 75               |                  |
| Середньомісячна швидкість вітру, м/с          | 2.16             | 2.24             | 2.54             | 2.77             | 2.62             | 2.53             | 2.38             | 2.18             | 2.10             | 2.33             | 2.35             | 2.15             |                  |
| Середньомісячна сонячна радіація, кДж/м²·день | 3128             | 6106             | 10583            | 15423            | 18967            | 20622            | 21531            | 18225            | 12817            | 7098             | 3364             | 2402             |                  |
| --------------------------------------------- | ---------------- | ---------------- | ---------------- | ---------------- | ---------------- | ---------------- | ---------------- | ---------------- | ---------------- | ---------------- | ---------------- | ---------------- | ---------------- |
| Джерело:                                      |                  |                  |                  |                  |                  |                  |                  |                  |                  |                  |                  |                  |                  |